# 樱木琢磨
櫻木琢磨（日语：桜木琢磨，1943年—），出生于日本，日本愛知縣稻澤市議員。2013年10月31日在广州白云国际机场因涉嫌携带毒品被中国公安机关拘留。2019年11月8日，广州市中级人民法院根据中國法律一审判处樱木琢磨无期徒刑2022年11月25日广东省高级人民法院駁回其上訴，維持一审判决。

## 生平
樱木琢磨出生于1943年，于1981年成立空中回廊产业国际株式会社，主要從事与海外企業贸易和翻译业，自任董事长。1995年当选愛知縣稻澤市議員，还曾担任该市议会文教经济委员长和总务委员长。

### 在華涉毒
2013年10月31日，樱木琢磨在广州白云国际机场准备搭乘航班经由上海转机回日本时，安检人员在其行李箱拉杆夹层及箱内女式松糕凉鞋内共查获甲基苯丙胺（俗称“冰毒”)3289克。
櫻木本人否认涉嫌携带毒品。其表示藏有毒品的行李箱是一名尼日利亚人交给他的。樱木对探视他的日本外务省官员表示：“我是无辜的，不会辞去市议员职务。”
2013年11月18日晚至19日凌晨，中國公安機關将负责包装夹藏、交付樱木琢磨行李箱的摩西（几内亚籍）和阿里（马里籍）二人抓获，在其二人住处共查获甲基苯丙胺18.15克。。
2013年12月9日广州市检察院通报，批准逮捕樱木琢磨。
2014年8月26-28日，櫻木涉毒案件在广州市中级人民法院公审，检方要求依法判处其有期徒刑15年以上、无期徒刑或死刑。28日公审中樱木的最终陈词长达约一小时，不时流泪坚称无罪，表示“我作为被骗者抱有不满，就算死也要证明自己背了黑锅”。
2019年11月8日，广州市中级人民法院一审公开宣判，櫻木琢磨犯走私毒品罪，判處無期徒刑，並處沒收個人全部財產。同案另一人阿里犯走私毒品罪，判處死刑，緩期兩年執行，並處沒收個人全部財產；另外摩西犯走私毒品罪，判處無期徒刑，並處沒收個人全部財產。
2022年6月20日广东省高级人民法院二审並首次公开审理，樱木在庭上进行了一个多小时的意见陈述，否认有意走私毒品。，至11月25日法院駁回上訴，維持原判。